# 空想社会主义

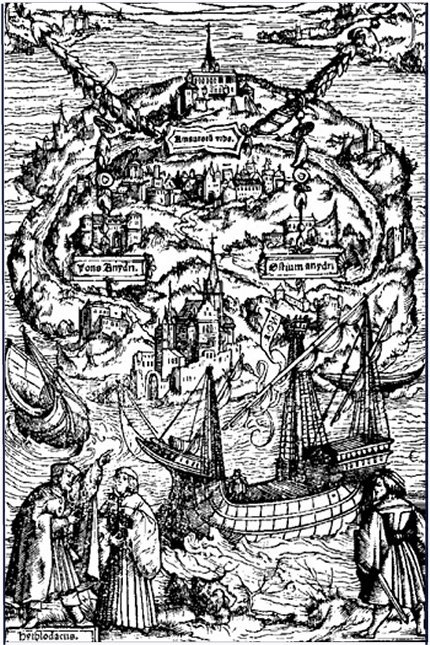
16世纪湯瑪斯·摩爾書中乌托邦插圖

空想社会主义（英語：Utopian socialism；德語：或），又译乌托邦社会主义，後來的社會主義者將其稱為“空想”具有貶義，以暗示其想法是天真和不切實際的。“空想”这种中文译法，在清末民初的报刊上就出现过，是从日本转译来的。这种学说最早见于16世纪托马斯·莫尔的《乌托邦》一书，流行于19世纪初期的西欧，代表人物为罗伯特·欧文、圣西门和夏尔·傅立叶，主张建立一个没有资本主义弊端的理想社会。

## 主張
空想社會主義者認為社會主義的理想社會應該建築在人類的理性和正義的基礎上。這種社會至今還未出現，是由於人們不認識和承認的緣故。他們覺得只要有天才掌握了這種思想，並推廣開去，就能實現他們心中的理想社會。空想社會主義者反對資本主義，並認為資本主義的剝削制度是由於人類在道德和法律上犯了錯誤，背棄了人類的本性的緣故，他們的目的是要消滅這種錯誤。

### 對資本主義制度的批判
所有空想社會主義者都批判資本主義制度，並確信資本主義應當為社會主義所代替。莫尔揭露了資本原始積累，痛斥了剝奪農民土地的圈地運動，指出這是人吃人。聖西門把無政府狀態稱作「一切災難中最嚴重的災難」，認為經濟自由必然導致這一狀態。傅立葉認為雇傭勞動制度是「恢復奴隸制度」，資本主義工廠是「溫和的監獄」。歐文抨擊了資本主義私有制，認為私有制是一切階級之間紛爭的根源。他揭露了資本主義制度下的階級剝削關係，工人創造了巨量的社會財富，卻被工廠主、商人、銀行家、經紀人、收租者、食利者以及達官顯貴所瓜分。

### 公有制
大多數空想社會主義者都主張實行「財產公有制」，但各有見解。莫爾等把財產公有制理解為生產資料和消費品都公共佔有。摩萊裏、歐文等則理解為除日常生活用品以外的財產的公共佔有，即是生產資料的公共佔有。少數空想社會主義者如聖西門、傅立葉在自己的理想社會中保存了生產資料私有制，這是資產階級傾向的明顯表現。一些空想社會主義者也提出了計劃經濟的思想。聖西門主張，在實業制度下要有計劃地組織生產，徹底根除無政府狀態。

### 消費
16至18世紀的空想社會主義都帶有不同的禁欲主義色彩，有的甚至公開鼓吹戒絕一切享受的、苦修苦煉的斯巴達式的生活。到了19世紀初期，禁欲主義已經失去得以存在的條件，這時的空想社會主義者批判禁欲主義，對未來理想社會的高度物質和文化生活水準作了富有吸引力的宏偉想像。

### 城鄉結合
從托马斯·莫尔開始，許多空想社會主義者都注意到城鄉對立、腦力勞動和體力勞動對立的問題。罗伯特·欧文主張，把城市和鄉村結合起來，把工業和農業結合起來，把腦力勞動和體力勞動結合起來。

## 發展
空想社會主義的發展經歷了3個階段：16世紀至17世紀、18世紀和19世紀初，共經歷了300多年。3個階段的社會和歷史條件各不相同，無產階級的發展水準也不同。
16世紀至17世紀，空想社會主義者提出了“實行公有制”、“人人勞動、按需分配”等社會主義基本原則，但對社會主義的設想還只是一個粗糙而簡單的輪廓。
18世紀，這時期的空想社會主義者開始對社會主義進入理論探討和論證階段，並用“法典”形式作出明確規定；對資本主義私有制進行了批判，認為私有制引起經濟上的不平等、進而導致政治上的不平等 ；當具備初步的階級觀點後 ，主張實行絕對平均主義的、斯巴達式的共產主義；在設計未來理想社會時，以農村公社和手工工廠為原型，主張在封建制度崩潰後，在農村公社和手工工廠的基礎上建立社會主義 ；贊同君主制、終身制、家長制等。
19世紀30和40年代，空想社會主義發展的頂峰時期。由於英國的工業革命在歐洲大陸迅速發展，資本主義制度的弊端日益暴露，這時期空想社會主義者對資本主義的社會制度、政治制度和道德觀念進行了批判 ；理論上，提出政治制度的基礎是經濟狀況，指出私有制產生階級和階級剝削；設計未來理想社會主義制度時以大工廠為原型，完全拋棄了平均主義和禁欲主義。

## 种类
- 塞瓦兰共产主义
- 巴贝夫主义
  - 新巴贝夫主义
  - 布朗基主义
- 圣西门主义
- 傅立叶主义
- 欧文主义
- 魏特林主义
- 伊加利亚共产主义
- 工读主义
- 山岸主义

## 代表人物
- 托马斯·莫尔
- 托马索·康帕内拉
- 格拉克斯·巴貝夫
- 克劳德·昂列·圣西门
- 夏尔·傅立叶
- 罗伯特·欧文

### 引用
1. ↑  Newman, Michael. . Oxford University Press. 2005-07-28: 7  [2022-04-21]. ISBN 0-19-280431-6. （原始内容存档于2022-04-21）.
2. ↑  .   [2013-07-08]. （原始内容存档于2014-03-11）.

## 参見
- 无政府主义
- 無條件基本收入
- 烏托邦
- 新村 (日本)